# Samuel Arroyo
Samuel Arroyo (ur. 1983) – panamski zapaśnik walczący w stylu klasycznym. Zajął ósme miejsce na igrzyskach panamerykańskich w 2003 i szóste na mistrzostwach panamerykańskich w 2003. Brązowy medalista igrzysk Ameryki Południowej, igrzysk Ameryki Środkowej i Karaibów, a także igrzysk Ameryki Środkowej w 2006 roku.